# Полак, Алексей Филиппович
Алексей Филиппович Полак (4 июня 1911, Тифлис — 31 июля 1990, Уфа) — советский учёный, изобретатель, доктор технических наук (1965), профессор (1967). Лауреат Государственной премии СССР (1984).
Заслуженный деятель науки и техники РСФСР (1980), заслуженный деятель науки и техники БАССР (1974). Награждён орденами Трудового Красного Знамени (1971), «Знак Почета» (1966), медалями.
Специалист в области вяжущих материалов, коррозии бетона и железобетона. Под его руководством БашНИИстрой стал ведущим в стране в области свайного фундаментостроения. Создана и внедрена сваебойная техника (агрегаты С-878, СП-49, КО-8, КО-16); техника зондирования грунтов для расчета несущей способности грунтовых оснований под сооружения; предварительно-напряженные железобетонные конструкции; новые строительные технологии, методы организации и управления строительством. В производстве строительных материалов внедрены разработки по использованию многотоннажных отходов промышленности, методы защиты строительных конструкций от коррозии.
В 1937—1939 находился в заключении по сфальсифицированному обвинению.
Среди учеников — Валерий Марказович Латыпов.
Имеет 17 авторских свидетельств на изобретения. Автор более 250 печатных работ, в том числе 7 монографий.

## Образование
- 1934 — Венский политехнический институт.

## Трудовая деятельность
- 1935—1937 — инженер на строительстве Брянского цементного завода;
- 1941—1947 — на Ишимбайских нефтепромыслах;
- 1947—1956 — трест «Башнефтезаводстрой»;
- 1956—1980 — директор Башкирского НИИ строительства (Уфа);
- 1971—1990 гг. — в УНИ (УГНТУ): профессор, заведующий кафедрой «Строительные конструкции».